# Attilio Moresi
Attilio Moresi   (Lugano, 26 de juliol de 1933 - Piandera, 25 d'abril de 1995) va ser un ciclista suís que fou professional entre 1956 i 1965. En el seu palmarès destaquen una vintena de victòries, entre elles la Volta a Suïssa de 1961 i el Campionat de Suïssa en ruta de 1963.

## Palmarès
- 1953 (amateur)
  - 1r al Giro del Mendrisiotto
- 1955 (amateur)
  -  Campió de Suïssa amateur
  - Campió de Tessin amateur
- 1956
  - 1r del Tour del Cantó de Friburg (amateur)
  - 1r del Tour del Cantó de Ginebra
- 1959
  - 1r del Tour del Cantó de Ginebra
- 1961
  - 1r al Critèrium de Lugano
  - 1r a la Volta a Suïssa
- 1963
  -  Campió de Suïssa en ruta
  -  Campió de Suïssa militar
  - Vencedor d'una etapa a la Volta a Suïssa

### Resultats al Giro d'Itàlia
- 1957. 59è de la classificació general
- 1961. 23è de la classificació general
- 1962. Abandona (14a etapa)
- 1963. 66è de la classificació general
- 1964. 79è de la classificació general

### Resultats al Tour de França
- 1959. Abandona (13a etapa)
- 1960. Abandona (9a etapa)
- 1962. Abandona (1a etapa)